# 索艾克
索艾克（1985年12月5日—），本名劉永偉，台灣的料理人、電視節目主持人與飲食顧問、Youtuber。畢業於世新大學資訊管理學系
，曾與Joël喬艾爾搭擋主持 TLC旅遊生活頻道節目《雙廚出任務》、《雙廚星任務》，2015年以《雙廚出任務》獲得第50屆金鐘獎最佳綜合節目主持人獎；現經營Youtube頻道《廚房廢寶索艾克》 （页面存档备份，存于）。

## 作品

### 主持
- 2013年 旅遊生活頻道《雙廚出任務》第一季
- 2013年 愛料理TV 第一季
- 2014年 旅遊生活頻道《雙廚出任務》第二季
- 2014年 愛料理TV 第二季
- 2015年 華視《小廚當家》第一季
- 2015年 旅遊生活頻道《雙廚星任務》第三季
- 2017年 美食無國界：香港
- 2018年 台灣燙TV 第一季
- 2019年 公共電視《阮三个》第一季
- 2019年 公共電視《阮三小食堂》
- 2020年 公共電視《阮三个》第二季
- 2020年 衛視中文台《鴻門家宴》
- 2022年 衛視中文台《鴻門家宴-婆媳廚房》
- 2025年 Yahoo TV《唐綺陽談星私廚》

### 品牌代言
- 2016年 五月花 妙用廚房紙巾（與 Joël 喬艾爾共同代言）
- 2015年至今 HOLSEM 舒康雞
- 2016年至2018年 Foodsaver
- 2017年至2018年 KOH Coconut

### 活動參與
- 2017年 KOH Coconut 【食尚好椰的人生料理提案 】 快閃食演秀
- 2017年 KKBOX 音樂上桌Music On the Table
- 2017年 文博會｜我們在文化裡爆炸【珍便當／臺灣人的自珍之味】
- 2017年 OKAPI博客來生活誌 世界閱讀日
- 2017年 國立臺灣博物館 永續年夜飯
- 2016年 舒康雞美式餐車
- 2016年 Autumn Coffee Flow
- 2016年 TLC 台中清新野餐日
- 2016年 TLC 基隆海洋野餐日
- 2016年 Nespresso VIP Event
- 2016年 Victorinox ╳ GQ 城市野營嘉年華
- 2016年 五月花【紙出美味】料理活動
- 2016年 格蘭父子【私藏酒窖】 威士忌創意料理講座
- 2016年 TLC 台北野餐日
- 2015年 TLC 基隆海洋野餐日
- 2015年 udn 聯合報系 願景工程【明日廚師 ╳ 翻轉餐桌論壇】
- 2015年 誠品生活【名人廣播分享】嘉賓
- 2015年 誠品生活一月刊 專訪人物
- 2015年 台畜新品發表餐酒會
- 2015年 法國奧斯卡 OSCAR奇異果媒體記者會
- 2015年 Le Creuset ╳ Biteology POP-UP ! Store
- 2015年 TLC 週末戀愛節活動嘉賓
- 2015年 TLC 台北野餐日
- 2015年 台北野餐俱樂部 秋天 復古野餐趴
- 2014年 彰化土地生活節，出席示範創意料理
- 2014年 台北國際食品展秘魯館，國家主題日活動出席示範料理
- 2014年 TLC 台北野餐日
- 2014年 TLC 男人下廚日
- 2013年 Le Creuset ╳ 粉樂町 野餐廚藝分享者

### 媒體露出
- 2017年 hengstyle生活誌 Vol.1
- 2017年 Neighborhood Taipei Guide
- 2016年 好吃 Vol.25
- 2016年 漂亮家居my HOME No.189
- 2016年 美麗佳人 Marie Claire No.282
- 2016年 Sense好感 No.53
- 2016年 @cooking愛料理享樂誌 No.002
- 2016年 TAIWAN TATLER No.97
- 2016年 GQ No.236
- 2015年 Let's Music No.17
- 2015年 Ligne Roset No.02
- 2015年 飲食男女 No.84
- 2014年 Bella 儂儂 No.359
- 2014年 食尚玩家 No.289
- 2014年 M. Mag. 飲食、食譜專欄
- 2013年 Esquire君子 No.100

### 品牌經營
- 2013年 共同創辦【伊莉莎白 生活醬料提案】品牌
- 2017年 台灣燙 Taiwan Tongue 計畫[7]

### 講座課程
- Skills 料理教室講師[8]
- La cook 樂料理教室講師
- Park kitchen 料理教室講師
- 富邦秋季講堂 飲食系列課程講師

### 著作
- 4F Cooking Home. . 一起來出版. 2011. ISBN 9789869055710.（編撰）
- 阿泰. . 一起來出版. 2013. ISBN 9789868933255.（編撰）
- 一起來編輯部. . 一起來出版. 2013. ISBN 9789868933200.（編撰）
- 一起來編輯部. . 一起來出版. 2014. ISBN 9789868979406.（編撰）
- Joël（喬艾爾）、Soac（索艾克）. . 合作社出版. 2016. ISBN 9789869186155.
- Soac. . 自轉星球文化. 2016. ISBN 9789869202152.
- Soac. . 大塊文化. 2019. ISBN 9789862139882.

## 獎項紀錄
| 年份   | 頒獎典禮     | 獎項                   | 作品                 | 結果 |
| ------ | ------------ | ---------------------- | -------------------- | ---- |
| 2014年 | 第49屆金鐘獎 | 綜合節目獎             | 第一季《雙廚出任務》 | 提名 |
| 2015年 | 第50屆金鐘獎 | 綜合節目獎             | 第二季《雙廚出任務》 | 提名 |
| 2015年 | 第50屆金鐘獎 | 綜合節目主持人獎       | 第二季《雙廚出任務》 | 獲獎 |
| 2019年 | 第54屆金鐘獎 | 益智及實境節目獎       | 《阮三个》           | 提名 |
| 2019年 | 第54屆金鐘獎 | 益智及實境節目主持人獎 | 《阮三个》           | 提名 |
| 2020年 | 第55屆金鐘獎 | 益智及實境節目獎       | 《阮三个2》          | 提名 |
| 2020年 | 第55屆金鐘獎 | 益智及實境節目主持人獎 | 《阮三个2》          | 提名 |

## 外部連結
- 索艾克的Facebook專頁
- 廚房廢寶索艾克的Youtube （页面存档备份，存于）
- 索艾克的Instagram帳戶